# Taça Fernando Loretti de Aspirantes
A Taça Fernando Loretti de Aspirantes, por vezes chamada de Torneio Fernando Loretti de Aspirantes ou simplesmente Taça Fernando Loretti, foi um torneio oficial de futebol disputado por equipes aspirantes dos quadros dos clubes de futebol do Rio de Janeiro. Foi disputada de 1943 a 1948, com os jogos sempre sendo realizados nas preliminares dos Torneios Municipais do Rio de Janeiro destes respectivos anos.

## Campeões
- 1943 – Botafogo
- 1944 – America
- 1945 – Flamengo
- 1946 – Flamengo(2)
- 1947 – Fluminense
- 1948 – Flamengo(3)

## Estatísticas

### Títulos por clube
| Ranking | Equipe     | N. de Conquistas |
| ------- | ---------- | ---------------- |
| 1       | Flamengo   | 3                |
| 2       | America    | 1                |
| 2       | Botafogo   | 1                |
| 2       | Fluminense | 1                |